# Good Mourning
Good Mourning è il quarto album della band pop punk/emo Alkaline Trio, pubblicato il 13 maggio 2003 dalla Vagrant Records.

## Tracce
1. This Could Be Love – 3:47
2. We've Had Enough – 2:51
3. One Hundred Stories – 3:40
4. Continental – 3:28
5. All on Black – 4:00
6. Emma – 2:42
7. Fatally Yours – 2:16
8. Every Thug Needs a Lady – 3:18
9. Blue Carolina – 3:28
10. Donner Party (All Night) – 2:44
11. If We Never Go Inside – 3:46
12. Blue in the Face – 3:02

## Formazione
- Matt Skiba – voce, chitarra
- Dan Andriano – voce, basso
- Derek Grant – batteria